# Kirsopp Lake
Pour les articles homonymes, voir Lake.
Kirsopp Lake, né le 7 avril 1872 à Southampton, Angleterre et mort le 10 novembre 1946 à South Pasadena (Californie), est un spécialiste du Nouveau Testament à Harvard Divinity School.

## Biographie
Kirsopp Lake publie des monographies sur la critique textuelle du Nouveau Testament, la paléographie grecque, la théologie et l'archéologie. Il est connu pour son œuvre en cinq volumes The Beginnings of Christianity qui étudie les Actes des Apôtres avec F. J. Foakes-Jackson (en).
Il publie le Codex Sinaiticus en deux fois : en 1911 le Nouveau Testament, l'Épître de Barnabé et du Pasteur d'Hermas et en 1922 l'Ancien Testament sous la forme d'un fac-similé en noir et blanc du manuscrit qu'il a photographié à Saint-Pétersbourg avec sa première épouse Helen Courthope Forman pendant l'été 1908.